# Untere Glan
Untere Glan je naselje v Občini Trg v Okraju Trg na Koroškem v Avstriji.